# Dorcasomus batesi
Dorcasomus batesi là một loài bọ cánh cứng trong họ Cerambycidae.